# Russellville (Alabama)
Russellville ist eine City im Franklin County, Alabama in den USA. Die City wurde nach dem Siedler William Russell benannt. Der Ort ist der County Seat des Franklin Countys. Russellville hatte beim United States Census 2020 eine Einwohnerzahl von 10.855.
Zwei Bauwerke und Stätten in Russelville und der näheren Umgebung sind im National Register of Historic Places (NRHP) eingetragen (Stand 19. März 2020), die Alabama Iron Works und der Russellville Commercial Historic District.